# Vladimír Pekelský
Vladimír (auch Wladimir) Pekelský (geb. 5. Januar 1920 in Bratislava; gest. 1. März 1975 in Köln) war ein tschechoslowakischer Journalist, Publizist, politischer Aktivist und Mitarbeiter des tschechoslowakischen Geheimdienstes StB.

## Lebensweg
Vladimír Pekelský besuchte das Gymnasium in Brünn. Er trat bereits als Siebzehnjähriger der tschechischen faschistischen Partei „Vlajka“ („Die Flagge“) bei, die stark nationalistisch und damit antideutsch eingestellt war. Während des Zweiten Weltkriegs studierte Pekelský in Deutschland, und zwar Medizin in Rostock und Jena. 1944 kehrte er nach Brünn zurück und trat in das faschistische „Kuratorium für die Jugenderziehung in Böhmen und Mähren (Kuratorium pro výchovu mládeže v Čechách a na Moravě, KVMČM)“ unter dem Vorsitz von Emanuel Moravec ein.
Pekelský war in der Gruppe um den tschechoslowakischen General Lev Prchala aktiv. Als Anhänger Prchalas stand Pekelský für national-konservative Positionen, die ein großer Teil der demokratischen, sogenannten tschechoslowakischen Gruppierungen des tschechischen und slowakischen Exils ablehnten. Die Gruppe um Prchala befand sich während des Krieges in Opposition gegen den von Edvard Beneš geführten tschechoslowakischen Widerstand gegen die Deutschen. Nach dem Ende des Zweiten Weltkriegs und des Reichsprotektorates Böhmen und Mähren wurde Beneš der erste Nachkrieges-Präsident der Tschechoslowakei (Mai 1945 bis Juni 1948). Die tschechoslowakischen Behörden nahmen Ermittlungen gegen Pekelský auf wegen seiner Nähe zum Nationalsozialismus und zum Deutschen Reich. Nach einer Darstellung kam er für ein Jahr, bis 1946, in tschechoslowakische Haft, nach einer anderen entzog er sich seiner Festnahme dadurch, dass er 1946 zunächst nach Österreich und von dort aus weiter in die amerikanische Besatzungszone in Deutschland floh.
In der Emigration war Pekelský von Beginn an politisch aktiv.
1948 setzte der tschechoslowakische Staatssicherheitsdienst seine Agentin Maria Theresia Blaschtowitschkowa, geb. Tomšu, auf Pekelský an. Blaschtowitschkowa wurde Pekelskýs Sekretärin in München. Sie war drei Jahre zuvor verwitwet, da ihr Ehemann, der tschechisch-deutsche Staatsanwalt Kurt Blaschtowitschka, wegen Kriegsverbrechen vom „Außerordentlichen Volksgerichtshof in Prag“ zum Tode verurteilt und am 14. September 1945 hingerichtet worden war. Blaschtowitschkowa informierte den tschechoslowakischen Geheimdienst über Pekelskýs Aktivitäten. Nach 1948 nahm Pekelský Kontakt zu tschechoslowakischen Flüchtlingen in Sammellagern auf und erhielt von ihnen Informationen über die Lage in seinem Heimatland. Nach Angaben des Prager Staatssicherheitsdienstes baute er so ein nachrichtendienstliches Netzwerk auf.
Pekelský wurde Vorsitzender der Vereinigung der tschechischen demokratischen Föderalisten in Deutschland. Bis 1951 war er Vorsitzender des Český narodní výbor („Tschechischer Nationalausschuss“), Generalsekretär der Demokratischen Exil-Union sowie enger Vertrauter des ebenfalls im westlichen Exil lebenden tschechischen Generals Lev Prchala. Pekelský war Mitunterzeichner des Wiesbadener Abkommens von 1950, das von sudetendeutschen Gruppen und dem Tschechischen Nationalausschuss erarbeitet wurde und unter anderem ein Rückkehrrecht für vertriebene Sudetendeutsche in die Tschechoslowakei forderte.
1951 trennten sich Pekelskýs und Prchalas Wege aufgrund politischer Differenzen.
1951 heirateten Pekelský und Maria Theresia Blaschtowitschkowa in München. Maria Theresia lockte ihren Mann 1953 nach Wien, wo ihn Agenten des tschechoslowakischen Geheimdienstes StB festhielten und ihm androhten, ihn in die Tschechoslowakei zu bringen und dort hinzurichten, wenn er nicht mit dem tschechoslowakischen Geheimdienst zusammenarbeitet. Unter diesem Druck unterschrieb Pekelský eine Zusammenarbeitserklärung. Von da an gaben die Pekelskýs Informationen über das tschechoslowakische Exil im westlichen Ausland an Prag weiter. Als der tschechoslowakische Geheimdienstoffizier Ladislav Bittman, ein Anhänger des Prager Frühlings, 1949 in den Westen überlief, wurden die Pekelskýs als Geheimdienstmitarbeiter enttarnt. Der tschechoslowakische Staatssicherheitsdienst verlangte, dass sie in die Tschechoslowakei zurückkehren, was sie aber verweigerten.
Der tschechoslowakische Geheimdienst hegte den Verdacht, dass die Pekelskýs – oder zumindest eine oder einer von beiden – als Doppelagent oder Doppelagentin gleichzeitig auch für einen amerikanischen Geheimdienst arbeiteten.
Pekelský lebte zunächst in München, später in Köln. Dort war er als Journalist tätig und verfasste unter anderem Beiträge für die Zeitschriften Osteuropa und den Sender Deutsche Welle. Außerdem gründete er den Exil-Verlag Bohemia und betrieb die Zeitschrift Informationsdienst Bohemia, die in den 1950er Jahren unter seiner Redaktion in München erschien. Später in Köln war er Herausgeber und Autor von Bohemia. List českého exilu („Brief des tschechischen Exils“).
Pekelský engagierte sich in politischen Gruppierungen tschechoslowakischer Emigranten, die dem Radio Free Europe ablehnend gegenüberstanden. In seiner Zeitung Bohemia veröffentlichte Pekelský zahlreiche Artikel gegen diesen Sender und gegen dessen Anhänger unter den tschechoslowakischen Exilanten.
Gemeinsam mit anderen Emigranten baute Pekelský in den 1960er Jahren in einer Kölner Privatwohnung ein Archiv auf, das Presse- und Dokumentationsmaterial über die Entwicklung der Tschechoslowakei seit 1918 sowie zu tschechoslowakischen, tschechischen und slowakischen Exilgruppierungen in der Kriegszeit und nach 1945 sammelte. Dieses Archiv verwaltet heute das Collegium Carolinum.
Pekelský starb 1975 mit 55 Jahren in seiner Kölner Wohnung, seine Frau wurde alkoholabhängig und starb 1993.